# آرتورو مورنو
آرتورو مورنو (اسپانیایی: Arturo Moreno‎؛ ۱۰ مه ۱۹۰۹ – ۲۵ ژوئن ۱۹۹۳) یک پویانما، کارگردان فیلم و کاریکاتوریست اهل اسپانیا بود.
از فیلم‌ها یا مجموعه‌های تلویزیونی که وی در آن‌ها نقش داشته‌است، می‌توان به تعطیلات خوش اشاره نمود.